# Pierre Webó
Pierre Achille Webó Kouamo (nascut a Bafoussam el 20 de gener del 1982) és un futbolista camerunès que juga com a davanter.
Va ser internacional amb el Camerun i defensà els colors, entre d'altres, de Nacional, CA Osasuna, RCD Mallorca, İstanbul Büyükşehir Belediyespor i Fenerbahçe SK.

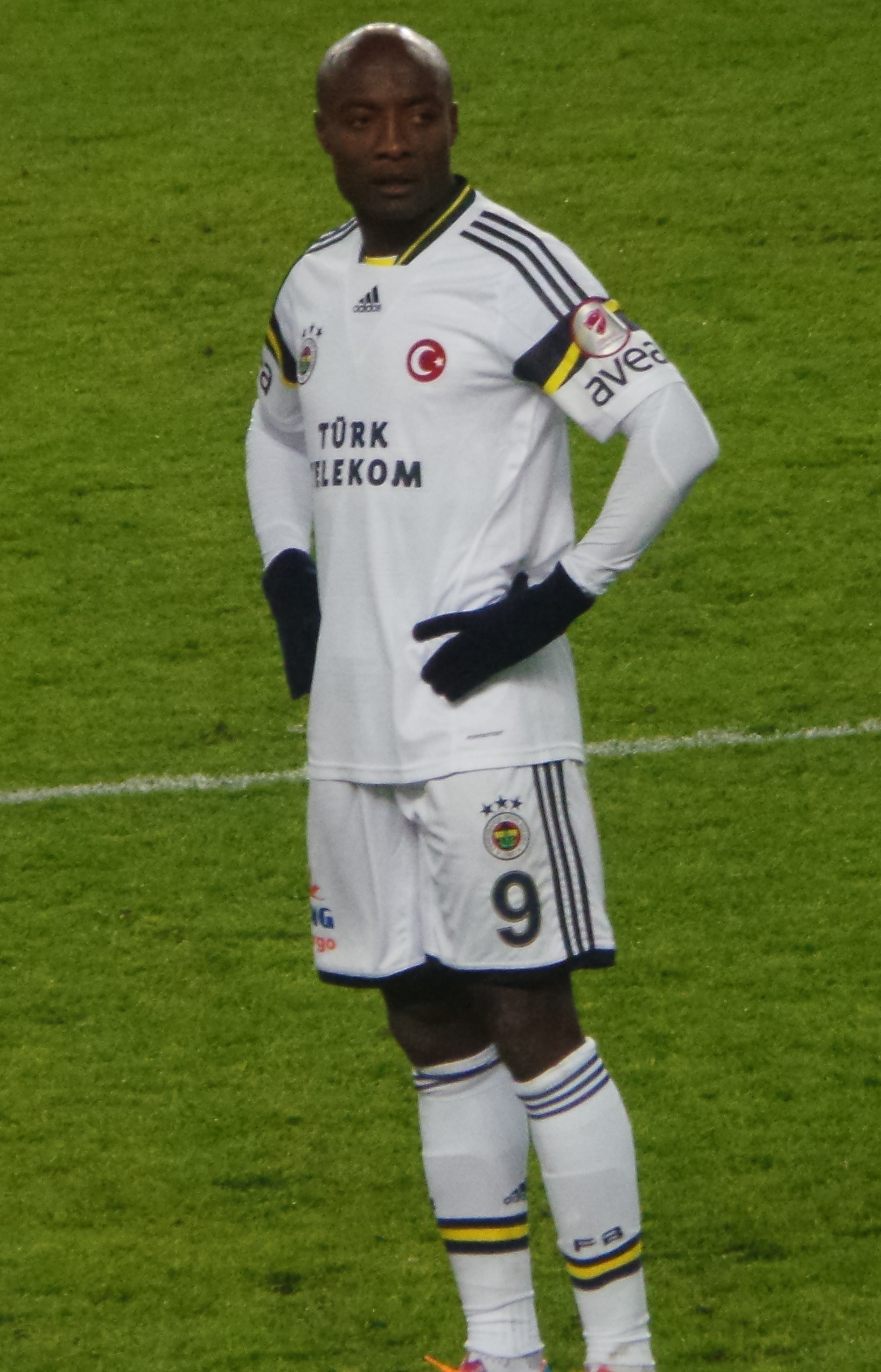
Webó jugant al Fenerbahçe S.K. el 2013.